# Herbert Wochinz

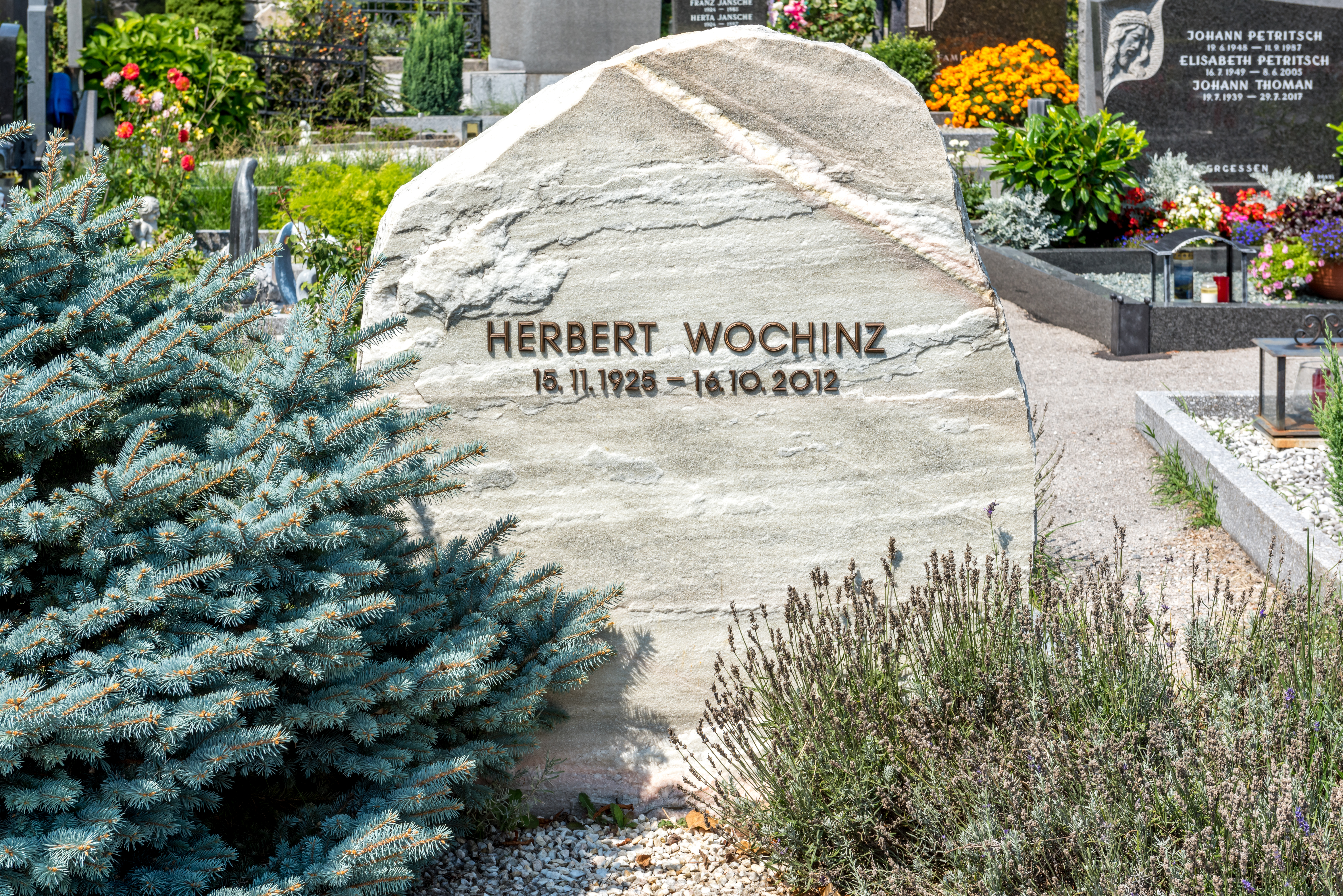
Grabstätte am Friedhof Sankt Martin, Villach

Herbert Wochinz (* 15. November 1925 in Villach; † 16. Oktober 2012 in Klagenfurt) war ein österreichischer Regisseur und Theaterintendant.

## Leben
Wochinz besuchte das Gymnasium in Villach und studierte von 1946 bis 1949 Schauspiel am Max Reinhardt Seminar in Wien. Im Studententheater „Studio der Hochschulen“ spielte Wochinz 1949/50 seine ersten Rollen. 1955 ging er nach Paris, der damaligen europäischen „Theaterhauptstadt“ und einem Zentrum der Avantgarde. Dort besuchte er die Pantomimenschule von Étienne Decroux und hatte zum Teil beständige Kontakte u. a. mit Marcel Marceau, Samuel Beckett, Eugène Ionesco, Jean Cocteau oder Jean Genet. Ab 1956 war er als Schauspieler und Regisseur in Wien tätig (Theater der Courage), wo er 1958 das Theater am Fleischmarkt gründete. Hier verschrieb er sich vor allem Erstaufführungen von Stücken der französischen Avantgarde und arbeitete u. a. mit Schauspielern wie Klaus Kinski, Bibiana Zeller oder Georg Bucher sowie Bühnenbildnern wie Wolfgang Hutter, Josef Mikl oder Wander Bertoni zusammen.
1961 gründete er in Spittal an der Drau die Komödienspiele Porcia, die er bis 1990 leitete. Hier präsentierte er in puristischen Inszenierungen Komödien der Weltliteratur, nicht selten in Übersetzungen von H. C. Artmann, dessen schwarze Komödie Kein Pfeffer für Cermak er in der Eröffnungssaison ansetzte. Von 1968 bis 1992 war er Intendant des Klagenfurter Stadttheaters, das er durch ein abwechslungsreiches Programm zwischen Klassik und Moderne zu einem „Theater für alle Kärntner“ machte. Zu den prominentesten Schauspielern und Sängern, die er engagiert hatte, gehörten Mirjana Irosch, Helga Papouschek, Felix Dvorak, Harald Serafin, Alexander Grill, Peter Ertelt, Elfriede Schüsseleder, Ivan Darvas.
1991 gab er die Leitung der Komödienspiele Porcia an Tamás Ferkay ab. 1992 übergab er die Intendanz des Stadttheaters Klagenfurt an Dietmar Pflegerl und zog  sich weitgehend aus dem Kulturleben zurück.

## Werke
- Alfred de Musset, Herbert Wochinz (Bühnenbearb.), Hans Carl Artmann (Übers.): Die Wette. (Il ne faut jurer de rien). Universal-Edition, Band 60066. Universal Edition Schauspiel, Wien 1972.
- Molière, Herbert Wochinz (Bühnenbearb.), Hans Carl Artmann (Übers.): Arzt wider Willen. (Le Médecin malgré-lui). Universal-Edition, Band 60074. Universal Edition Schauspiel, Wien 1972.
- Ludwig Holberg, Herbert Wochinz (Bühnenbearb.), Hans Carl Artmann (Übers.): Henrik und Pernilla (Henrik og Pernilla). Universal-Edition, Band 60062. Universal Edition Schauspiel, Wien 1972.
- Molière, Herbert Wochinz (Bühnenbearb.), Hans Carl Artmann (Übers.): Die Streiche des Scapin. (Les Fourberies de Scapin). Universal-Edition, Band 60075. Universal Edition Schauspiel, Wien 1973.
- Pierre Carlet Chamblet de Marivaux, Herbert Wochinz (Bühnenbearb.), Hans Carl Artmann (Übers.): Liebe und Zufall. (Le jeu de l’amour et du hasard). Universal-Edition, Band UE 60085. Universal Edition Schauspiel, Wien 1973.
- Pierre Augustin Caron de Beaumarchais, Herbert Wochinz (Bühnenbearb.), Hans Carl Artmann (Übers.): Der tolle Tag. (La folle Journee ou Le Mariage de Figaro). Universal-Edition, Band 60080. Universal Edition Schauspiel, Wien 1973.
- Eugène Labiche, Herbert Wochinz (Bearb.), Hans Carl Artmann (Übers.): Celimar. Komödie. Fernsehsendung, 7. März 1993. 1 Videokassette (VHS, 85 min, sp, mono, Farbe). ORF, s. l. 1993.
- Hans Carl Artmann, Herbert Wochinz (Adressat), Alois Brandstetter (Hrsg.): Ich brauch einen Wintermantel etz. Briefe an Herbert Wochinz. Jung und Jung, Salzburg/Wien 2005, ISBN 3-902144-92-0.
- Herbert Wochinz: Vom Endspiel zum Theater der Freude. Photos von Franz Hubmann u. a. Text von Alois Brandstetter. Verlag Kremayr & Scheriau, Wien 1994.

## Auszeichnungen
- Jahr? Berufstitel Professor[1]
- 1983 Officier de l’Ordre des Arts et des Lettres[1]
- 1984 Chevalier de l’Ordre national du Mérite[1]
- 2002 Kulturpreis des Landes Kärnten Würdigungspreis
- 2005 Ehrenring der Landeshauptstadt Klagenfurt am Wörthersee[2]
- 2005 Kärntner Landesorden in Silber[3]
- 2008 Ehrenmitglied des Stadttheaters Klagenfurt[4]
- Jahr? In Klagenfurt wurde die Herbert-Wochinz-Passage nach ihm benannt.